# Уводь (деревня)
Уводь — деревня в Ивановском районе Ивановской области России, входит в состав Беляницкого сельского поселения.

## История
Возникла в 1930-х как поселение строителей Уводьского водохранилища (в народе Уводьстрой) на реке Уводи, образованное в 1937—1939 годах.
В 1981 году Указом Президиума Верховного Совета РСФСР посёлок Уводьстроя переименован в Уводь.

## География
Деревня находится у Уводьского водохранилища.

## Население
| 2010 |
| ---- |
| 175  |